# Eleições estaduais em Roraima em 2006
As eleições estaduais em Roraima em 2006 ocorreram em 1º de outubro como parte das eleições gerais em 26 estados e no Distrito Federal. Foram eleitos então o governador Ottomar Pinto, o vice-governador José de Anchieta Júnior, o senador Mozarildo Cavalcanti, além de oito deputados federais e vinte e quatro estaduais. Como o candidato mais votado obteve mais da metade dos votos válidos, não houve segundo turno e segundo a Constituição, o governador teria um mandato de quatro anos a começar em 1º de janeiro de 2007 sendo que o pleito transcorreu sob a Emenda Constitucional nº 16 de 4 de junho de 1997, que beneficiava os detentores de cargos executivos com o direito a disputar uma reeleição.
Pela quarta vez na história o governo de Roraima será exercido pelo Brigadeiro Ottomar Pinto. Nascido em Petrolina (PE), ele é diplomado pela Escola de Aeronáutica Campo dos Afonsos no Rio de Janeiro e graduou-se em Medicina e Engenharia Civil pela Universidade Federal do Rio de Janeiro. Após residir algum tempo entre Estados Unidos e Brasil, trabalhou em órgãos ligados ao Ministério da Aeronáutica. No governo João Figueiredo, foi nomeado governador de Roraima pelo Ministro do Interior, Mário Andreazza, em 1979 e permaneceu quatro anos no cargo, sendo que durante esse período migrou da extinta ARENA para o PDS.
Após deixar o governo migrou para o PTB e embora perdendo as eleições para prefeito de Boa Vista em 1985 e 1988, ficou em evidência ao eleger-se deputado federal em 1986 e nessa condição esteve na Assembleia Nacional Constituinte que elaborou a Nova Constituição e esta fez de Roraima um estado. Em 1990 tornou-se o primeiro governador de Roraima a ser eleito pelo voto direto numa disputa com Romero Jucá, seu adversário também este ano. Eleito prefeito de Boa Vista em 1996, voltou a disputar o Palácio Senador Hélio Campos sendo derrotado por Flamarion Portela, entretanto uma decisão do Tribunal Superior Eleitoral o fez voltar ao poder em 10 de novembro de 2004 com a cassação do titular por abuso do poder econômico e político na campanha de 2002. Reeleito, Ottomar Pinto cumpria o quarto mandato quando morreu em Brasília em 11 de dezembro de 2007 vítima de uma parada cardiorrespiratória e assim o poder foi entregue ao vice-governador José de Anchieta Júnior, engenheiro civil nascido em Jaguaribe (CE) e formado em 1988 na Universidade Federal do Ceará e que, no terceiro governo Ottomar Pinto, foi Secretário de Infraestrutura e Secretário interino de Articulação Municipal.
Para senador foi reeleito Mozarildo Cavalcanti. Médico formado pela Universidade Federal do Pará, ele nasceu em Boa Vista onde foi diretor de hospitais, professor da Universidade Federal de Roraima e presidente do Conselho Regional de Medicina. Membro da ARENA e do PDS, foi eleito deputado federal em 1982. Como parlamentar faltou à votação da Emenda Dante de Oliveira em 1984 e votou em Tancredo Neves no Colégio Eleitoral em 1985. Filiado ao PFL, reelegeu-se deputado federal em 1986 e foi Secretário de Saúde no governo Romero Jucá. Candidato a senador pelo PL em 1990, voltou à política como assessor do governo Neudo Campos e após migrar para o PPB foi eleito senador em 1998. Durante o mandato retornou ao PFL e esteve no PPS antes de renovar o mandato pelo PTB.

## Resultado da eleição para governador
Com informações extraídas do Tribunal Superior Eleitoral.
| Candidatos a governador do estado | Candidatos a vice-governador | Número | Coligação                                                               | Votação | Percentual |
| --------------------------------- | ---------------------------- | ------ | ----------------------------------------------------------------------- | ------- | ---------- |
| Ottomar Pinto PSDB                | Anchieta Júnior PSDB         | 45     | Roraima pra Todos (PSDB, PFL, PTB, PP, PL)                              | 116.542 | 62,40%     |
| Romero Jucá PMDB                  | Lurdinha Pinheiro PPS        | 15     | Roraima Tem Solução (PMDB, PPS, PT, PSB, PCdoB, PSC, PV, PMN, PTC, PRB) | 57.232  | 30,64%     |
| Augusto Botelho PDT               | Luiz Afonso Faccio PDT       | 12     | Roraima Será Melhor (PDT, PTN)                                          | 5.502   | 2,95%      |
| Petrônio Araújo PHS               | Luiz Pereira da Costa PHS    | 31     | PHS (sem coligação)                                                     | 4.260   | 2,28%      |
| Almira Mary PSOL                  | Ricardo Brito PSOL           | 50     | PSOL (sem coligação)                                                    | 2.755   | 1,47%      |
| Roberto Lopes PSDC                | Manoel Luz PRONA             | 27     | Esperança e Progresso (PSDC, PRONA)                                     | 362     | 0,19%      |
| Ariomar Farias PCO                | Celso Gouvêa PCO             | 29     | PCO (sem coligação)                                                     | 123     | 0,07%      |

## Resultado da eleição para senador
| Candidatos a senador da República | Candidatos a suplente de senador          | Número | Coligação                                                               | Votação | Percentual |
| --------------------------------- | ----------------------------------------- | ------ | ----------------------------------------------------------------------- | ------- | ---------- |
| Mozarildo Cavalcanti PTB          | Sodré Santoro PTB Sumaia Wilt PP          | 145    | Roraima pra Todos (PSDB, PFL, PTB, PP, PL)                              | 98.860  | 55,29%     |
| Teresa Surita PPS                 | José Abdalla Filho PMN Sander Salomão PSB | 234    | Roraima tem Solução (PMDB, PPS, PT, PSB, PCdoB, PSC, PV, PMN, PTC, PRB) | 75.267  | 42,10%     |
| Gleen Schiaveto PRONA             | Josirene Lima PSDC Rita de Cássia PRONA   | 567    | Esperança e Progresso (PSDC, PRONA)                                     | 1.733   | 0,97%      |
| Luciano Rosa PSOL                 | Luzia Azevedo PSOL Rinaldo Maria PSOL     | 500    | PSOL (sem coligação)                                                    | 1.497   | 0,84%      |
| Bartolomeu Tomaz PCO              | Lídia Pereira PCO Zé Maria Batista PCO    | 299    | PCO (sem coligação)                                                     | 798     | 0,44%      |
| Gaúcho da Moca PRP                | Adão da Conceição PRP Naldo Lima PRP      | 444    | PRP (sem coligação)                                                     | 643     | 0,36%      |

## Deputados federais eleitos
São relacionados os candidatos eleitos com informações complementares da Câmara dos Deputados.

Representação eleita
  PFL: 2
  PPB: 1
  PL: 1
  PSDB: 1
  PSB: 1
  PTC: 1
  PMDB: 1

| Número | Deputados federais eleitos | Partido | Votação | Percentual | Cidade onde nasceu  | Unidade federativa |
| 1111   | Neudo Campos               | PP      | 16.211  | 8,49%      | Boa Vista           | Roraima            |
| 2500   | Márcio Junqueira           | PFL     | 15.468  | 8,10%      | Manaus              | Amazonas           |
| 2245   | Luciano Castro             | PL      | 12.286  | 6,44%      | Fortaleza           | Ceará              |
| 2525   | Chico Rodrigues            | PFL     | 11.383  | 5,96%      | Recife              | Pernambuco         |
| 4555   | Urzeni Rocha               | PSDB    | 9.655   | 5,06%      | Itapuranga          | Goiás              |
| 3636   | Ângela Portela             | PTC     | 9.429   | 4,94%      | Coreaú              | Ceará              |
| 4040   | Maria Helena Rodrigues     | PSB     | 8.460   | 4,43%      | Santo Ângelo        | Rio Grande do Sul  |
| 1515   | Édio Lopes                 | PMDB    | 8.153   | 4,27%      | Presidente Epitácio | São Paulo          |

## Deputados estaduais eleitos
Estavam em jogo 24 cadeiras na Assembleia Legislativa de Roraima.

Representação eleita
  PSDB: 4
  PL: 3
  PFL: 3
  PMDB: 2
  PPS: 2
  PDT: 2
  PRTB: 2
  PRONA: 1
  PRP: 1
  PDT: 1
  PTC: 1
  PSC: 1
  PV: 1

Fonteː
| Número | Deputados estaduais eleitos | Partido | Votação | Percentual | Cidade onde nasceu | Unidade federativa |
| 22789  | Mecias de Jesus             | PL      | 6.452   | 3,43%      | Graça Aranha       | Maranhão           |
| 45555  | Aurelina Medeiros           | PSDB    | 4.324   | 2,30%      | Morada Nova        | Ceará              |
| 45678  | Marília Pinto               | PSDB    | 4.075   | 2,17%      | Rio de Janeiro     | Rio de Janeiro     |
| 15222  | Raul Lima                   | PMDB    | 3.890   | 2,07%      | Boa Vista          | Roraima            |
| 25789  | Naldo da Loteria            | PFL     | 3.539   | 1,88%      | Pesqueira          | Pernambuco         |
| 56789  | Remídio da Amatur           | PRONA   | 3.241   | 1,72%      | Iporã              | Paraná             |
| 25123  | Jalser Renier               | PFL     | 3.147   | 1,67%      | Boa Vista          | Roraima            |
| 45333  | José Reinaldo               | PSDB    | 3.137   | 1,67%      | Caxias             | Maranhão           |
| 45188  | Chico Guerra                | PSDB    | 3.062   | 1,63%      | Boa Vista          | Roraima            |
| 25456  | Célio Wanderley             | PFL     | 3.043   | 1,62%      | Boa Vista          | Roraima            |
| 22456  | Lúcia Peixoto               | PL      | 3.012   | 1,60%      | Porto de Moz       | Pará               |
| 15123  | Ionilson Sampaio            | PMDB    | 2.912   | 1,55%      | São José do Egito  | Pernambuco         |
| 22345  | Sebastião Portela           | PL      | 2.838   | 1,51%      | Caçador            | Santa Catarina     |
| 44193  | Sargento Damosiel           | PRP     | 2.648   | 1,41%      | Vitorino Freire    | Maranhão           |
| 23234  | Marcelo Cabral              | PPS     | 2.112   | 1,12%      | Boa Vista          | Roraima            |
| 23123  | Erci de Moraes              | PPS     | 2.040   | 1,09%      | Cachoeira do Sul   | Rio Grande do Sul  |
| 19999  | Ivo Som                     | PTN     | 2.018   | 1,07%      | Juazeiro do Norte  | Ceará              |
| 19455  | Rodolfo Braga               | PTN     | 1.725   | 0,92%      | Autazes            | Amazonas           |
| 36789  | Flamarion Portela           | PTC     | 1.703   | 0,91%      | Coreaú             | Ceará              |
| 12111  | Chicão Silveira             | PDT     | 1.522   | 0,81%      | Itapagipe          | Minas Gerais       |
| 20506  | César Babá                  | PSC     | 1.443   | 0,77%      | Boa Vista          | Roraima            |
| 43555  | Flávio Chaves               | PV      | 1.414   | 0,75%      | Boa Vista          | Roraima            |
| 28345  | Ronaldo Trajano             | PRTB    | 1.381   | 0,73%      | Boa Vista          | Roraima            |
| 28456  | Antônio da Sinuca           | PRTB    | 1.347   | 0,72%      | Caiçara            | Paraíba            |